# Paranerita hyalinata
Paranerita hyalinata là một loài bướm đêm thuộc phân họ Arctiinae, họ Erebidae.